# Allée couverte de l'île Coalen
L' allée couverte de l'Île Coalen est située sur l'île du même nom à Lanmodez dans le département français des Côtes-d'Armor.

## Localisation
Le monument est situé sur l'estran, à l'extrémité sud-ouest de l'île de Coalen à 0 m d'altitude. Il est immergé lors des grandes marées.

## Protection
L'ensemble est classé au titre des monuments historiques en 1977.

## Description
L'allée couverte est en grande partie ruinée. Elle mesure 7,20 m de longueur sur 1,40 m de largeur. Elle est délimitée par trois orthostates côté ouest, six côté est et une dalle de chevet. Un bloc situé au nord de la dalle de chevet correspond peut-être à l'une des parois d'une cela terminale. Plus aucune table de couverture n'est en place. Toutes les dalles sont en granite de Perros.
Un ramassage de surface opéré en 1977 n'a livré que quelques tessons de poterie et des déchets de silex.